# アンナ・ザトンスキー
アンナ・ザトンスキー（ウクライナ語: Ганна Затонських、英語: Anna Zatonskih、1978年7月17日 - ）は、ウクライナおよびアメリカ合衆国のチェスプレイヤーで、インターナショナルマスター（IM）とウーマングランドマスター（WGM）のタイトルを保持している。4度アメリカ女子チャンピオンになり、元ウクライナ女子チャンピオンでもある。

## 来歴
ウクライナ（当時はソビエト連邦の一部であった）のマリウポリに生まれ、5歳のときに有力なチェスプレイヤーであった両親からチェスを教わった。父親のヴィタリーはレーティング2300ほどで、母親はマスター候補者であった。アンナは14歳のとき、初めて母親に勝利した。
ザトンスキーはいくつかの年齢別カテゴリにおいて、多くのウクライナ女子タイトルを獲得した。1999年には、国際チェス連盟からウーマングランドマスターを授与されている。2001年、ウクライナチェス選手権大会で優勝。ウクライナ代表として、イスタンブール大会（2000年）とブレッド大会（2002年）の2度のチェス・オリンピアード、バトゥミ大会（1999年）とレオン大会（2001年）の2度のヨーロッパ・チームチェス選手権大会に出場し、バトゥミ大会では銀メダルを獲得した。
2004年以降、ザトンスキーはチェス・オリンピアードと世界チームチェス選手権大会のすべての大会にアメリカ代表として出場している。カルビア・チェス・オリンピアードでは団体で銀メダル、ドレスデン・チェス・オリンピアードでは団体で銅メダル、ファースト・ボードで金メダルを獲得。2017年の世界チームチェス選手権でもファースト・ボードで銀メダルを獲得した。アメリカ女子チェス選手権大会では2006年、2008年、2009年、2011年に優勝している。2008年には、アルマゲドン方式で行われたプレイオフでアメリカ女子チャンピオンのイリーナ・クルシュを破った。

## 人物
同じくチェスプレイヤーのダニエル・フリドマンと結婚しており、娘と息子がひとりずついる。